# 마블 시네마틱 유니버스: 페이즈 5
마블 시네마틱 유니버스의 페이즈 5(Marvel Cinematic Universe: Phase Six)는 마블 시네마틱 유니버스의 5번째 페이즈이자, 멀티버스 사가의 두 번째 페이즈이다. 영화 6편, 드라마 6편으로 구성돼 있다. 2022년 샌디에이고 코믹콘 인터내셔널에서 발표되었다.
| 마블 시네마틱 유니버스의 페이즈 |               |               |               |               |               |
| 인피니티 사가                   | 인피니티 사가 | 인피니티 사가 | 멀티버스 사가 | 멀티버스 사가 | 멀티버스 사가 |
| 페이즈 1                        | 페이즈 2      | 페이즈 3      | 페이즈 4      | 페이즈 5      | 페이즈 6      |

## 작품

### 영화
| 연도 | 제목                                                             | 감독            | 구분                     |
| 2023 | 앤트맨과 와스프: 퀀텀매니아 Ant-Man and the Wasp: Quantumania    | 페이턴 리드     | 앤트맨 3편               |
| 2023 | 가디언즈 오브 갤럭시: Volume 3 Guardians of the Galaxy Volume 3  | 제임스 건       | 가디언즈 오브 갤럭시 3편 |
| 2023 | 더 마블스 The Marvels                                            | 니아 다코스타   | 캡틴 마블 2편            |
| 2024 | 데드풀과 울버린 Deadpool & Wolverine                             | 숀 레비         | 데드풀 3편               |
| 2025 | 캡틴 아메리카: 브레이브 뉴 월드 Captain America: Brave New World | 줄리어스 오나   | 캡틴 아메리카 4편        |
| 2025 | 썬더볼츠* Thunderbolts*                                          | 제이크 슈레이어 | 썬더볼츠 단독 영화       |

### 드라마
| 연도 | 제목                                      | 쇼러너              | 구분                        |
| 2023 | 시크릿 인베이전 Secret Invasion           | 카일 브래드스트리트 | 닉 퓨리 단독 드라마         |
| 2023 | 로키 시즌 2 Loki Season 2                 | 에릭 마틴           | 로키 2편                    |
| 2023 | 왓 이프...? 시즌 2 What If...? Season 2   | A.C.브래들리        | 왓 이프...? 2편             |
| 2024 | 에코 Echo                                 | 마리온 데이리       | 에코 단독 드라마            |
| 2024 | 애거사 올 얼롱 Agatha All Along           | 잭 셰이퍼           | 애거사 하크니스 단독 드라마 |
| 2025 | 데어데블: 본 어게인 Daredevil: Born Again | 맷 코먼 크리스 오드 | 데어데블 단독 드라마        |